# 赵满堂
赵满堂（1961年11月—），甘肃天水人，汉族，中华人民共和国政治人物、第十二届全国人民代表大会甘肃地区代表。
毕业于甘肃农业大学经济管理。担任全国工商联常委、甘肃省工商联副主席、甘肃盛达集团股份有限公司董事。2008年，当选第十一届全国政协委员，代表中华全国工商业联合会，分入第二十二组。2013年，担任全国人大代表。